# Schiegemaal
Het Schiegemaal is een gemaal in Schiedam, dat als boezemgemaal wordt gebruikt. Het ligt  tussen de Westerhaven en de Spuihaven. nabij de kruising van de Havendijk met de Havenstraat. Het gemaal werd in 1969 in opdracht van het Hoogheemraadschap van Delfland gebouwd. De capaciteit bedraagt 480 m3/min. Het boezemwater wordt geloosd op de Nieuwe Maas. Het Schiegemaal heeft voldoende capaciteit en hoeft niet te worden aangepast om te kunnen voldoen aan het plan ABCDelfland.
(niet compleet)
Polder · Gemaal · Hoogheemraadschap Delfland